# Außenbordeinsatz

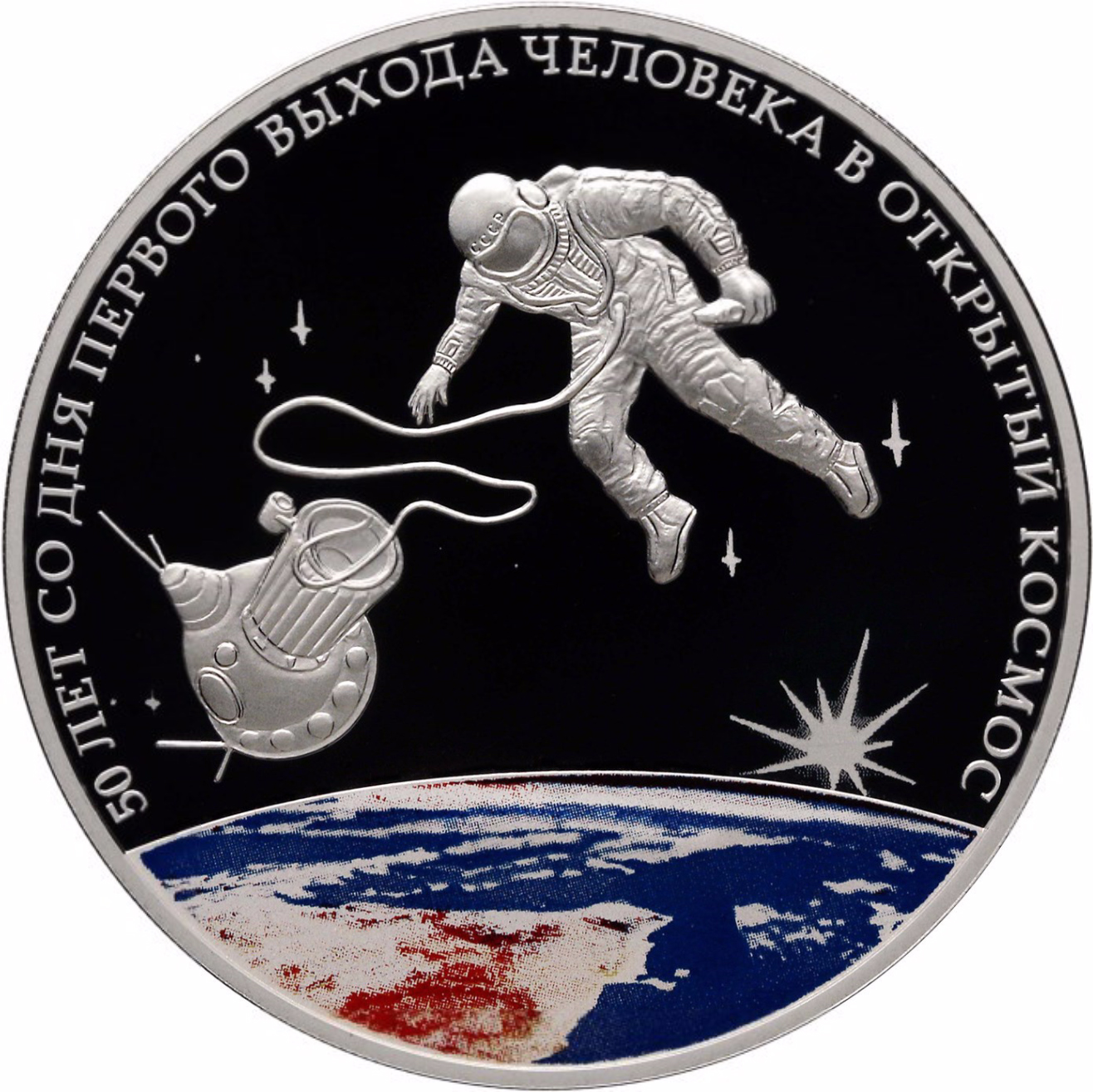
Russische Gedenkmünze zum 50. Jahrestag des ersten Außenbordeinsatzes eines Menschen am 18. März 1965: Alexei Archipowitsch Leonow bei Woschod 2

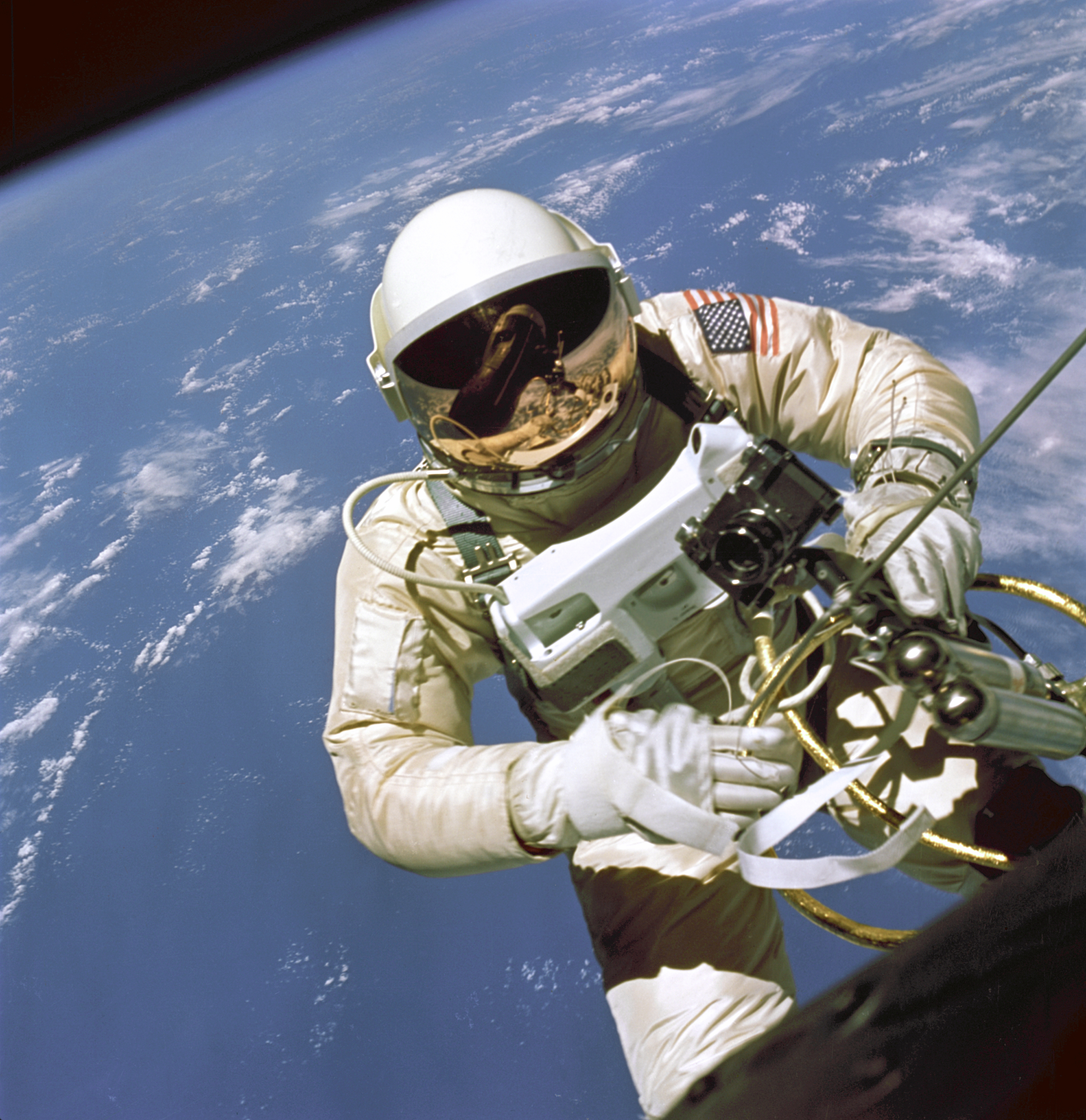
Edward H. White, Juni 1965

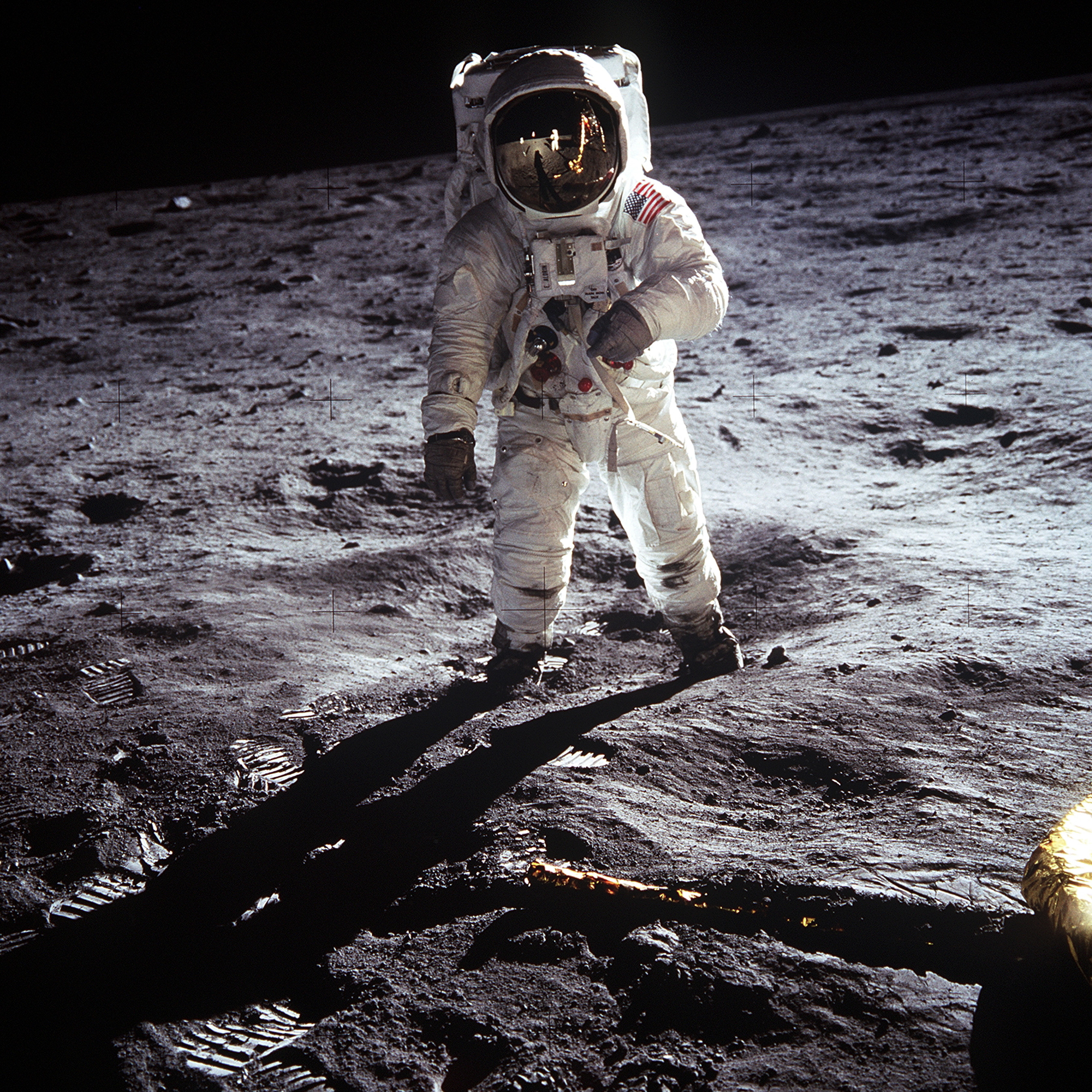
Buzz Aldrin (Apollo 11) auf dem Mond

Der Außenbordeinsatz (englisch extra-vehicular activity ‚Außenbordaktivität‘, EVA), vgl. auch Weltraumspaziergang oder „Weltraumausstieg“, ist ein Sammelbegriff in der Raumfahrt für alle Arbeiten eines Raumfahrers außerhalb eines Raumfahrzeuges, insbesondere Außenarbeiten an Raumstationen oder die Ausstiege der Apollo-Astronauten auf der Mondoberfläche (manchmal auch als Lunar Extra Vehicular Activity (LEVA) bezeichnet). EVAs gelten als gefährlich, weil sich der Raumfahrer hierfür aus der (relativ) sicheren Umgebung seines Fahrzeuges, lediglich durch einen Raumanzug geschützt, in das freie Vakuum des Weltraums begeben muss.

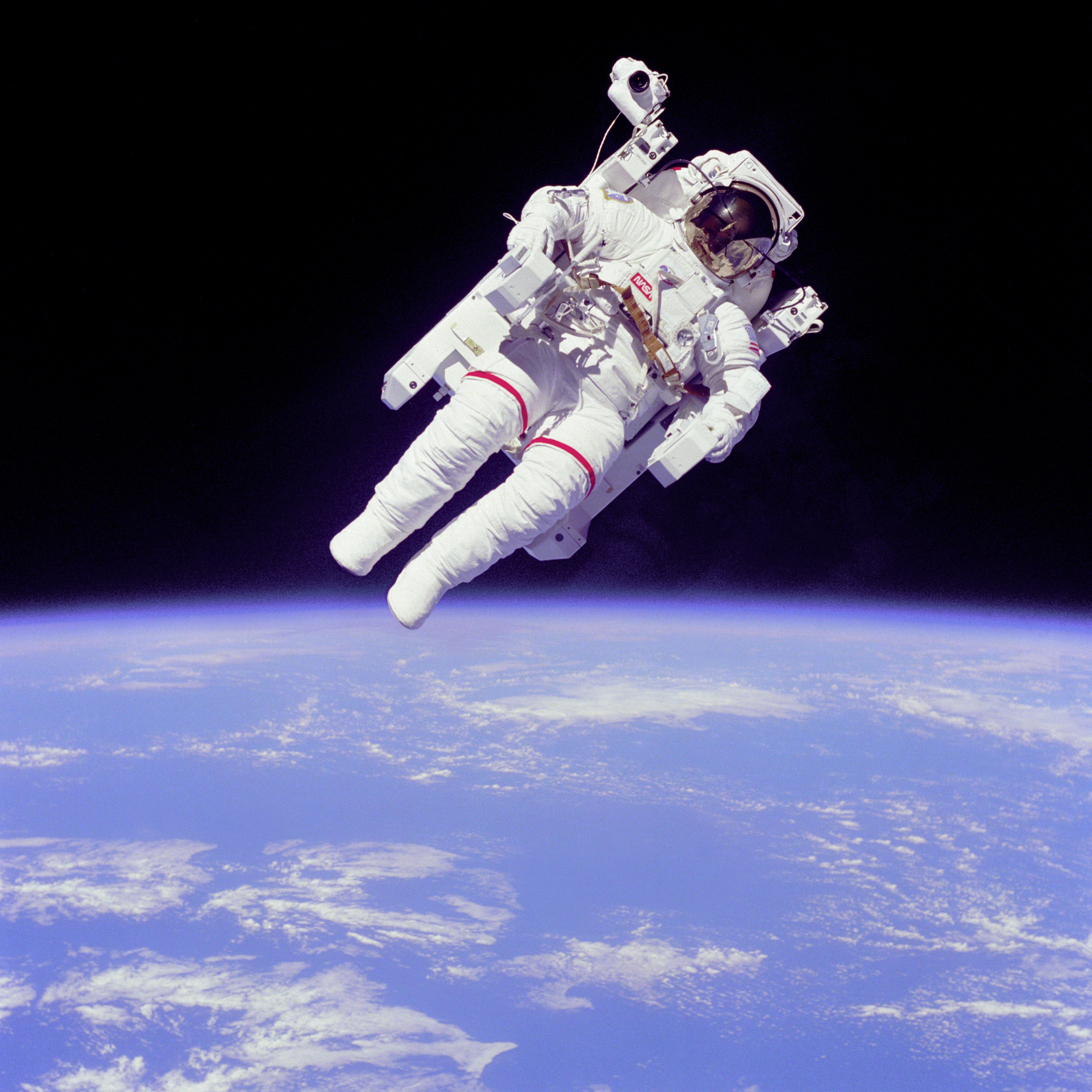
Astronaut Bruce McCandless während STS-41-B, 1984

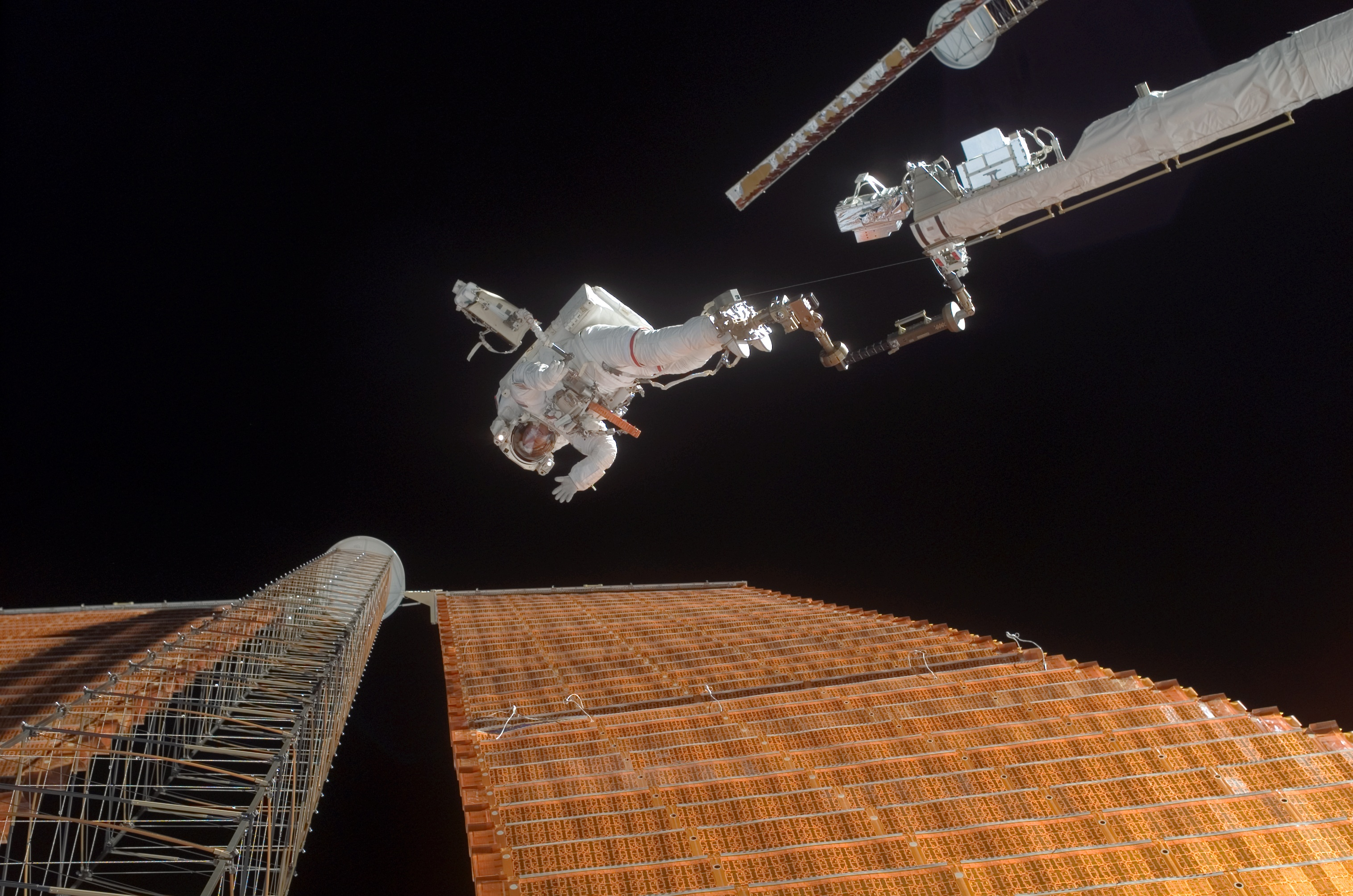
Scott E. Parazynski repariert ein beschädigtes Solarpanel der ISS von einem OBSS aus

## Geschichte
Den ersten Weltraumausflug unternahm am 18. März 1965 Alexei Leonow aus Woschod 2 an einer viereinhalb Meter langen Sicherheitsleine. Der erste US-Amerikaner war am 3. Juni 1965 der Astronaut Edward H. White, der aus dem Raumschiff Gemini 4 ausstieg. Während seines 23-minütigen Ausstiegs blieb sein Raumanzug über eine acht Meter lange Versorgungsleine mit Gemini 4 verbunden. Im Weltraum manövrierte er mit einer Hand-Held Maneuvering Unit (HHMU). Die folgenden Außenbordaktivitäten am Ende des Gemini-Programms (Gemini 9 bis Gemini 11) erwiesen sich dann als körperlich weitaus anstrengender als erwartet:
Eugene Cernan verließ während Gemini 9 am 5. Juni 1966 das Gemini-Raumschiff durch die Luke und hangelte sich am Raumschiff entlang zu dessen Heck, um dort eine bei der US Air Force entwickelte Manövriereinheit (AMU) umzuschnallen. Es gab zu wenige Haltepunkte, weshalb Cernan nur langsam vorankam. Als er am Heck war, war er weit hinter der Zeit und am Ende seiner Kräfte; er konnte die Manövriereinheit nicht testen. Auf dem Rückweg zur Luke konnte die Kühlung des Raumanzugs die Wärmeabstrahlung des Körpers nicht ausgleichen, und Cernans Visier beschlug. Er konnte nichts mehr sehen und sich wegen der fehlenden Schwerkraft nicht orientieren. Mit letzter Kraft kam er zurück in das Raumschiff. Er war über zwei Stunden im Außenbordeinsatz. Zu Einzelheiten der Flugverläufe siehe die Artikel zu Gemini 10 und Gemini 11.
Die Astronauten hatten mit Überanstrengung, Überhitzung und beschlagenen Visieren ebenso zu kämpfen wie mit massiven Schwierigkeiten, ihre Orientierung im Raum zu kontrollieren und zu stabilisieren. Durch die Einführung zielgerichteten Trainings der vorgesehenen Aktivitäten in großen Tauchbecken und durch spezielle Vorrichtungen (Haltegriffe und -schienen) am Raumfahrzeug sowie einer Anpassung der verwendeten Werkzeuge konnten diese Schwierigkeiten überwunden werden. Ab Gemini 12 waren die Außenbordeinsätze ungefährlicher und schneller.
Während der Skylab-2-Mission führten Charles Conrad, Joseph Kerwin und Paul Weitz im Mai und Juni 1973 im Verlauf von drei EVAs aufwändige Reparaturarbeiten an der beim Start beschädigten Raumstation Skylab durch.
Den ersten Außenbordeinsatz ohne Sicherungsleine unternahm Bruce McCandless am 7. Februar 1984 während der Challenger-Mission STS-41-B im Rahmen des Tests des Düsenrucksacks MMU (Manned Maneuvering Unit).
Mit der ersten EVA der NASA-Mission STS-102 wurde der Rekord für den längsten Weltraumausstieg aufgestellt. Der Ausstieg begann am 11. März 2001 um 5:12 Uhr und endete um 14:08 Uhr desselben Tages. Damit dauerte der Weltraumausstieg insgesamt acht Stunden und 56 Minuten. Während dieser EVA bereiteten die Astronauten des Space Shuttles Discovery unter anderem das Andocken des Mehrzweck-Logistik-Moduls Leonardo an die ISS vor.

## Technik und Ablauf
Der Ausstieg erfolgt:
- zum Aussetzen oder Einholen von Messinstrumenten – beispielsweise für die Messung von Mikrometeoriten,
- zu Aufbau- und Reparaturarbeiten, beispielsweise an der ISS oder am Hubble-Weltraumteleskop,
- zu wissenschaftlichen Zwecken,
- zur Erprobung neuer Techniken.

Das Verlassen und Betreten des Raumschiffes erfolgt durch Druckschleusen.
Seit ISS-Expedition 12 findet bei Ausstiegen auf der ISS in der Nacht vor dem Weltraumausstieg ein sogenannter Camp out statt, bei dem der Raumfahrer an Stelle von Luft unter Normaldruck von 1010 hPa acht Stunden in der Schleuse schläft und darin reinen Sauerstoff bei vermindertem Druck von 700 hPa atmet, um den Stickstoffpartialdruck im Gewebe zu reduzieren. Dadurch wird einer Dekompressionskrankheit durch Stickstoffübersättigung unter dem Druck des Raumanzug von nur 350 hPa vorgebeugt. Eine nötige Hygiene-Pause aus der Schleuse erfolgt dabei mit einer Sauerstoffmaske, die siebzig Minuten Versorgung bietet. Beim russischen Orlan-Raumanzug beträgt der Innendruck 392 hPa, beim chinesischen Feitian-Raumanzug 400 hPa. Dadurch wird der Raumanzug zwar steifer als ein amerikanischer EMU-Anzug, jede Bewegung erfordert mehr Kraft, die Dekrompressionszeit vor einem Ausstieg beträgt jedoch nur 30 Minuten.

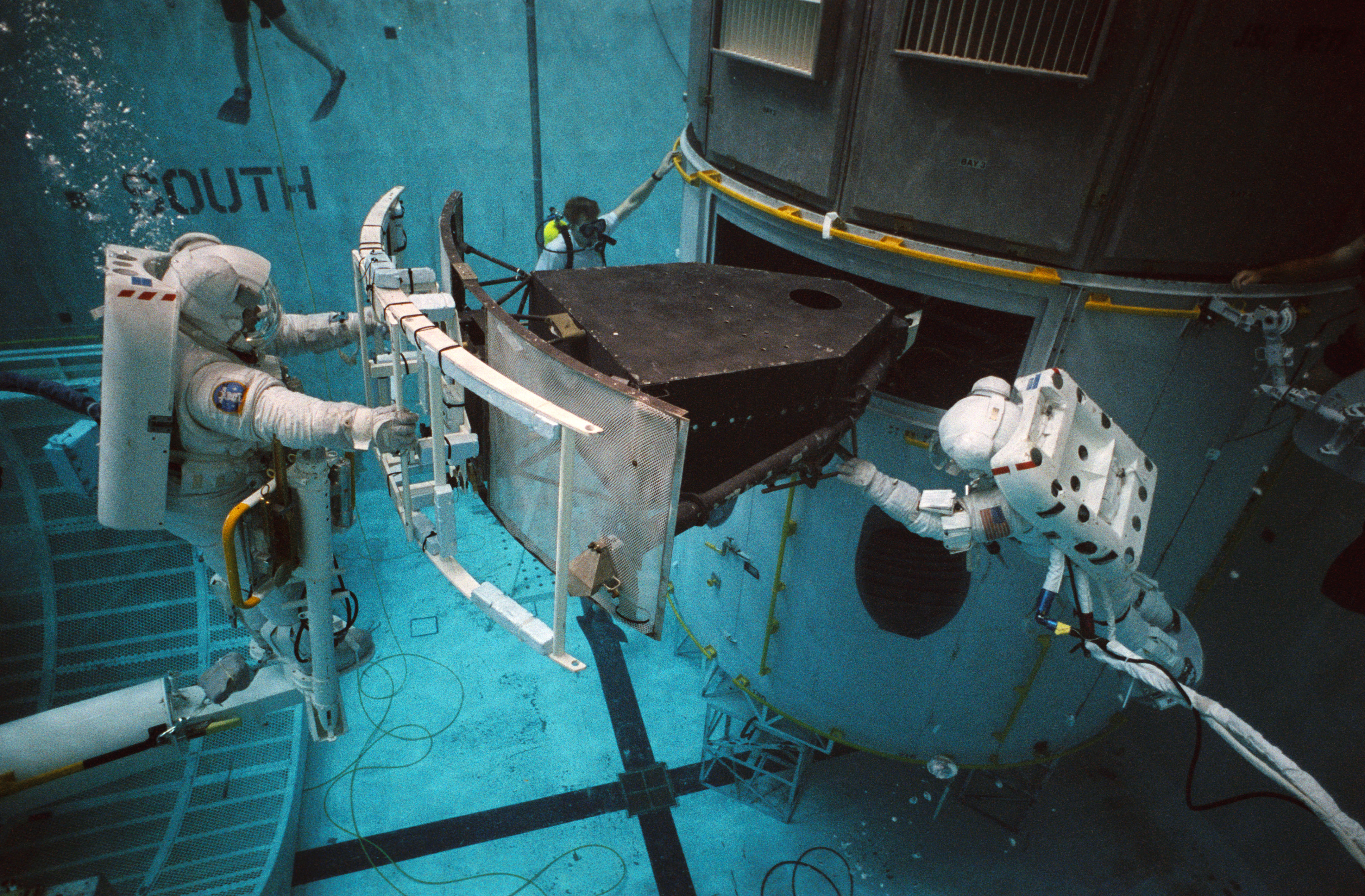
In einem Wasserbecken trainieren Astronauten für einen Außenbordeinsatz

Die Strahlenbelastung ist etwa doppelt so groß wie im Raumfahrzeug. Bei ruhiger Sonne beträgt sie um 400 mSv/Jahr; im Falle heftiger Aktivität werden EVAs abgekürzt oder verschoben. Man versucht, den Termin der Außenbordeinsätze möglichst so zu legen, dass das Raumfahrzeug während dieser Zeit nicht die Südatlantische Anomalie vor der Küste Brasiliens durchquert. Hierbei handelt es sich um einen Bereich von um 30–50 % erhöhter Strahlungsaktivität, wo die innere Zone des Van-Allen-Gürtels bis auf 200 km an die Erde heranrückt, also weit unterhalb der 400 km, in denen Raumstationen etc. um die Erde kreisen.
Die ersten Weltraumausstiege erfolgten gesichert durch Leinen und/oder Versorgungsleitungen; später wurden auch freie Flüge mit Hilfe von Raketentornistern (Manned Maneuvering Unit, MMU) durchgeführt, die aber mittlerweile aus Sicherheitsgründen wieder eingestellt wurden. Aus Sicht der Himmelsmechanik bewegt sich der Raumfahrer während dieser Zeit auf seiner eigenen Satellitenbahn, die durch seine Bewegungen – mit Werkzeug oder einer Rückstoß-Pistole – von der Bahn des Raumschiffes abweichen kann.

## Trivia
In Verbindung mit EVAs wird im deutschen Sprachgebrauch auch der Begriff Weltraumspaziergang, englisch Spacewalk, verwendet. Dieser gibt die enormen physischen Belastungen, denen ein Raumfahrer währenddessen ausgesetzt ist, nur unzureichend wieder. Immerhin ist er ständig der enormen Lärmbelastung durch die im Anzug eingebaute Klimaanlage ausgesetzt. Außerdem ist er durch den steifen Raumanzug motorisch stark eingeschränkt, obwohl Raumfahrer während EVAs meist technische Aufgaben übernehmen müssen.

### Geruch nach Außenbordeinsätzen
Nach Aussagen mehrerer Astronauten riechen die Raumanzüge nach Außenbordeinsätzen an der Internationalen Raumstation dezent nach verbranntem Fleisch, Holzkohle, Schießpulver, Schweißrauch, Metall, Wunderkerze, Bremsbelag, Walnuss oder nasser Wäsche.

## Belege
1. ↑  Der erste Spaziergang im All wurde beinahe zur Katastrophe. In: diepresse.com, abgerufen am 18. März 2015.
2. ↑  Gemini 4 im NSSDCA Master Catalog, abgerufen am 17. Februar 2020 (englisch).
3. ↑  Lynette Madison: Pass the S'mores Please! Station Crew 'Camps Out'. NASA, 31. März 2006, archiviert vom Original (nicht mehr online verfügbar) am 12. Mai 2013; abgerufen am 21. November 2008 (englisch).  Info: Der Archivlink wurde automatisch eingesetzt und noch nicht geprüft. Bitte prüfe Original- und Archivlink gemäß Anleitung und entferne dann diesen Hinweis.
4. ↑  Preflight Interview: Joe Tanner. NASA, 19. Juli 2006, archiviert vom Original (nicht mehr online verfügbar) am 12. Mai 2013; abgerufen am 21. November 2008 (englisch).  Info: Der Archivlink wurde automatisch eingesetzt und noch nicht geprüft. Bitte prüfe Original- und Archivlink gemäß Anleitung und entferne dann diesen Hinweis.
5. ↑  NASA: International Space Station Status Report #06-7. 17. Februar 2006, abgerufen am 21. August 2023 (englisch).
6. ↑  张万欣: 太空漫步的“战袍”——舱外航天服. In: sohu.com. 19. November 2018, abgerufen am 17. Mai 2022 (chinesisch).
7. ↑  王翔: 人在太空：空间站工程师视角下的载人航天. In: xinhuanet.com. 13. Mai 2022, abgerufen am 17. Mai 2022 (chinesisch).
8. ↑  https://www.airspacemag.com/space/untethered-180952792/
9. ↑  Megan Garber: Technology: What Space Smells Like. In: The Atlantic. The Atlantic Monthly Group, 19. Juli 2012, abgerufen am 17. September 2023 (englisch).
10. ↑  „Das Weltall riecht nach Bremsbelägen“. In: Die Welt. 20. August 2014 (welt.de [abgerufen am 13. Juli 2020]).
11. ↑  What does space smell like? Abgerufen am 13. Juli 2020 (englisch).
12. ↑  Boris Pofalla: Astronaut Scott Kellys Biografie: Wie riecht eigentlich das Weltall? In: Die Welt. 10. November 2017 (welt.de [abgerufen am 13. Juli 2020]).